# Policistineus
Els policistineus (Polycystinea) són una classe de protists radiolaris. Inclouen la majoria dels radiolaris fòssils i els seus esquelets són abundants als sediments marins, essent un dels grups de microfòssils més comuns. Aquests esquelets estan composts de sílice opalina. Alguns prenen la forma d'espícules relativament simples, però en d'altres formen xarxes més elaborades, com esferes concèntriques amb espines radials o seqüències de cambres còniques.

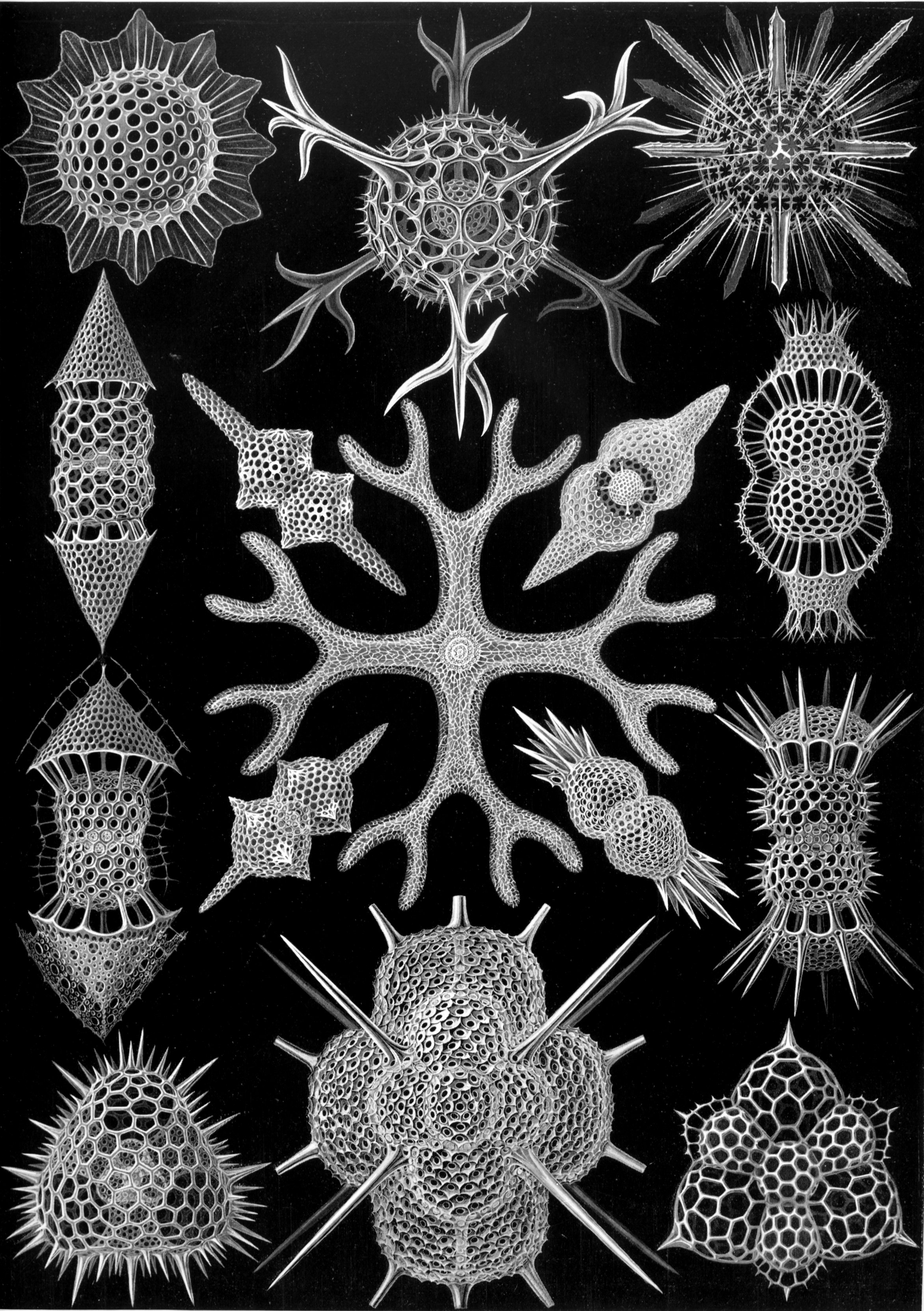
Una il·lustració de polycystinea de la subclasse Spumellaria, de Ernst Haeckel el 1904 Kunstformen der Natur